# ハーリ・ヤーノシュ
『ハーリ・ヤーノシュ』（Háry János ）作品15は、ハンガリーの作曲家コダーイ・ゾルターンによるオペラ（ジングシュピール）、またこれに基づく管弦楽組曲。

## 概要
コダーイは生涯でオペラのジャンルに入る作品を3作書いている。この作品はその1番初めの作品で、タイトルは『ハーリ・ヤーノシュ　～ナジアボニからウィーンの宮殿に至る冒険の旅～』である。
原作はハンガリーの詩人ガライ・ヤーノシュ（Garay János, 1812年 - 1853年）が1843年に書いた叙事詩” Az obsitos ”（英語では”The Veteran”、日本語では「古参兵」）で、ハーリ・ヤーノシュはそこに登場するハンガリー版「ほら吹き男爵」とも言うべき人物である。彼は周囲に、"七つの頭のドラゴンを退治した"、"ナポレオンに打ち勝って捕虜とした"、"オーストリア皇帝フランツの娘（マリー・ルイーズ）から求婚されたが断った" などの荒唐無稽な冒険談を語って聞かせる初老の農民である。
この物語をもとに、作家パウリニ・ベーラ（Paulini Béla 1881年7月20日 - 1945年1月1日）と劇作家ハルシャーニ・ジョルト（Harsányi Zsolt 1887年1月27日 - 1943年11月29日）が台本を執筆し、コダーイが音楽を担当し、プロローグとエピローグを持つ4幕のジングシュピールとして1926年10月16日にブダペスト王立歌劇場で上演された。ただし後述するように現在の形になるまでには紆余曲折があった。
その後、コダーイはこの劇音楽から6曲を抜粋して演奏会用の組曲『ハーリ・ヤーノシュ』とした。この組曲はトスカニーニや作曲者本人の指揮などで各地で好評を博し、コダーイの代表的な管弦楽作品として今日に至っている。

## 作曲の経緯と改訂
作品研究によれば、コダーイはパウリニとハルシャーニが書いた台本を1924年頃にはすでに見ていた。その時点では国民劇場で上演されるもっと台詞の多い、より戯曲に近い作品として構想されていた。元々ハンガリーには18世紀に確立した歌芝居形式の音楽劇の伝統があり、民族音楽研究家でもあるコダーイは、この作品でハンガリーの民間音楽と伝統を生かした作品を作ることを意図したと推測されている。
しかし、歌手とオーケストラの制約から王立歌劇場で初演されることとなったため、コダーイは追加で作曲をしなければならなくなり、更に舞台転換の問題が直前で発覚し、他の劇付随音楽の曲を転用するなど、1926年の初演の時点ではまだ完成しているという状況ではなかった。初演以降毎シーズン改訂を繰り返しながら、オペラとしての形が確定していった作品である。
初演以降の改訂点・変更点としては下記が挙げられる。
- 原作では冒険は5つ、オペラ初演時も5つの冒険だったが、舞台の技術上などの制約から初演からほどなくして1つ[4]削除され、現在上演される際は4つの冒険。
- 序曲は1928年に作曲され、オペラには1931年から追加。
- コダーイ存命中の1962年にウニヴェルザール出版が出版したヴォーカルスコアで削除されるなど、録音なども含めて演奏されない形で定着した曲がある。

## 登場人物
| 人物                                                                 | 声域         | 役                                     |
| -------------------------------------------------------------------- | ------------ | -------------------------------------- |
| ハーリ・ヤーノシュ                                                   | バリトン     |                                        |
| エルジェ                                                             | メゾソプラノ | ヤーノシュの婚約者                     |
| オーストリア皇后                                                     | ソプラノ     |                                        |
| フランス皇帝ナポレオン                                               | バリトン     |                                        |
| マリー・ルイーズ                                                     | メゾソプラノ | ナポレオンの妃                         |
| エーレグ・マーシ                                                     | バリトン     | フランス宮廷で馭者を務めるハンガリー人 |
| エベラスティン卿                                                     | テノール     | マリー・ルイーズの侍従長               |
| オーストリア皇帝フランツ                                             | （歌なし）   |                                        |
| 皇帝の義理の母                                                       | （歌なし）   |                                        |
| 伯爵夫人メルシーナ                                                   | （歌なし）   |                                        |
| エストレラ男爵夫人                                                   | （歌なし）   |                                        |
| クルシフィクス将軍                                                   | （歌なし）   |                                        |
| ドゥフラ将軍                                                         | （歌なし）   |                                        |
| 学生                                                                 | （歌なし）   | ハーリの話の聞き手                     |
| アブラハム                                                           | （歌なし）   | 酒場宿の主人                           |
| ハンガリー人の衛兵                                                   | （歌なし）   |                                        |
| ロシア人の衛兵                                                       | （歌なし）   |                                        |
| 村の長老                                                             | （歌なし）   |                                        |
| その他：将軍たち、フランスやハンガリーの兵士たち、国境や宮廷の人たち |              |                                        |

## 筋書き
序曲に続いてプロローグに入る。

### プロローグ - 物語のはじまり
ハンガリーのナジアボニ村の酒場には、人々が集まってくる。壁にはナポレオンの絵がかかっている。この宿でいつも軍人時代の様々な、少々途方もない冒険談を披露する老人ハーリ・ヤーノシュ。常連客や学生たちは、半ば疑いながらも彼の冒険談をグラスを片手に、そして学生の一人はくしゃみをしながら待っている。

### 第一の冒険-ロシアとの国境地帯で
ガリツィアとロシアの国境地点。ロシア側は霜と氷に覆われた酷寒の冬、ハンガリー側のガリツィアは夏真っ盛りで太陽が輝き、花が咲いている。ここに駐屯していたヤーノシュは、女性たちをすべて追い出した後、婚約者のエルツェと出会う。
そこにやって来たナポレオンの皇妃マリー・ルイーズの侍従長・エベラスティン卿は、父親であるオーストリア皇帝のもとに里帰りする途中のマリーとその従者が国境を越えることができなかったと訴える。エルツェとヤーノシュは、フランス宮廷で働くハンガリー人の馭者マーシと話し、マリーがロシアの衛兵に通行を拒否されていることを知らされる。ヤーノシュは機転を利かせ、その怪力で国境の門を地面に沿って押し、彼女はハンガリー国境を越えたことになる。マーシは若いカップルに乾杯し、エルゼとヤーノシュは二重唱をするが、エベラスティンは、歌がうるさくてマリーの邪魔になると言う。しかし入ってきた当のマリーはヤーノシュに好意を抱き、ウィーンに来て帝国軍に入るよう誘う。彼は馬に2倍の食料を、マーシにはハンガリーの胴着を、そしてエルジェには一緒に来て欲しいと頼む。
一方、ヤーノシュによって国境を移動させられてしまったロシア人衛兵は、間違った国にいることがばれたら処罰されると心配している。エベラスティンは門を押し戻すことに失敗するが、ヤーノシュは何とかそれをやり遂げる。
間奏曲が流れ、場面が転換する。

### 第二の冒険 - ウィーン・ブルク王宮の庭園にて
ヤーノシュとマーシの会話の中で、エベラスティンはヤーノシュを嫌っていることが明らかになる。マリーはヤーノシュに、何かあったら彼女を訪ねるように言う。エベラスティンはヤーノシュを陥れるため、彼を厩舎に送ってもっとも荒々しい暴れ馬に乗せるが、ヤーノシュは見事に乗りこなしてしまう。ますます感心したマリーはヤーノシュを皇后に指摘する。嫉妬に狂ったエベラスティンは、ナポレオンをそそのかしてオーストリア帝国に対する宣戦布告をさせたことと、それをポケットに忍ばせているとエルツェに告げるが、その瞬間、宮殿の中から軍音が響く。ヤーノシュは皇帝によって大尉に昇進したのだ。
幕が下りると、巨大な大砲が運ばれてくる。

### 第三の冒険-ミラノ近郊の戦場
とうとう大佐に昇進したハーリ・ヤーノシュは、ナポレオンとの戦いのためにミラノの要塞に派遣される。怯える味方をよそに、怪力のヤーノシュは要塞に押し寄せたフランス軍に向かって剣を抜く。するとその風でフランス軍全軍がなぎ倒されてしまい、おじけづいた皇帝ナポレオンはあっさり降伏。皇帝の妻であるマリーはナポレオンに愛想をつかすと今度はヤーノシュの心を掴もうとし、エルツェを困惑させる。マリーとエルツェは遂にヤーノシュを巡って口論となり、マリーは自殺すると脅し始め、困ったヤーノシュは募兵の歌を歌いだし、無理やり事態を収拾する。将軍に任命されたヤーノシュは兵士たちを率いて盛大に行進する。

### 第四の冒険 - ウィーン・ブルクの王宮
ウィーンでは皇帝フランツが祝宴を開き、英雄に挨拶をしようという廷臣たちでヤーノシュは食事もできない。皇帝フランツはマリーとの結婚と皇太子の地位を約束するとヤーノシュに告げるが、彼は許嫁のエルジェへの愛を理由に丁寧に断り、国土の代わりに兵役期間の免除を願い出て、「兵士であろうと農民であろうと皇帝に忠誠を誓う」と答える。彼女と彼の故郷に忠誠を誓ったヤーノシュを皇帝も認め、彼は歓喜するエルジェを伴い、宮廷を後にするのであった。

### エピローグ
舞台はナジアボニ村の酒場に戻る。ヤーノシュの話を聞いていた村長は「ナポレオンが負けたお詫びに私に金時計をくれる話はどうなったんだ」と突っ込みを入れると、ヤーノシュは「ナポレオンが約束を破ったんだよ」と言い、自分の話の裏付けが取れるのは、亡き妻のエルジェだけだとぼやく。しかし話を聞いていた学生は信じるという。「この世に、ハーリ・ヤーノシュほどの英雄はいません」と。

## 組曲『ハーリ・ヤーノシュ』
コダーイが組曲を編もうとした経緯ははっきりしていない。しかし研究家達からは、このオペラを激賞していたバルトークが、コダーイに作品を広めるためとして勧めたのではないかという説が唱えられている。
コダーイはオペラの楽曲を順番にとらわれず抜粋・再構成している。ハンガリーの研究家ラースロー・エーセなどは、奇数曲はハーリ・ヤーノシュの日常の情景、偶数曲はおとぎ話的な冒険を描いた曲と配置することで、日常と冒険の行き来・対比を図ったのだと論じている。
初演は吹奏楽版が1927年3月24日にバルセロナのリセウ劇場にて。アンタル・フライシャー指揮、バルセロナ・パブロ・カザルス管弦楽団。管弦楽版は1927年12月15日にウィレム・メンゲルベルク指揮、ニューヨーク・フィルハーモニー管弦楽団。

### 編成
第3曲と第5曲にハンガリーの民族楽器ツィンバロム（ツィンバロン）が使用されていることが特徴的である。
大変に贅沢なオーケストレーションで、曲ごとに使用する楽器が全く異なる。弦楽器を全く使わない曲が2曲あり、3本のコルネット、銅鑼、シロフォン、チェレスタなどは出番が1曲のみである。
以下、各曲ごとに使用される楽器（管楽器は人数）を記載する。
| 楽器                   | I | II | III | IV | V | VI |
| ---------------------- | - | -- | --- | -- | - | -- |
| ピッコロ               | 1 | 1  |     | 3  |   | 2  |
| フルート               | 2 | 2  | 1   |    | 3 | 1  |
| オーボエ               | 2 | 2  | 1   |    | 2 | 2  |
| クラリネット           | 2 | 2  | 1   |    | 2 | 1  |
| E♭クラリネット*        |   |    |     |    |   | 1  |
| アルトサクソフォーン * |   |    |     | 1  |   |    |
| バスーン               | 2 |    |     |    | 2 | 2  |
| ホルン                 | 4 | 3  | 2   |    | 4 | 4  |
| Cトランペット          | 3 | 3  |     | 3  | 3 | 3  |
| B♭コルネット           |   |    |     |    |   | 3  |
| トロンボーン           | 3 |    |     | 3  |   | 3  |
| テューバ               | 1 |    |     | 1  |   | 1  |
| ティンパニ             | ● |    |     |    | ● | ●  |
| スネアドラム           | ● | ●  |     | ●  | ● | ●  |
| バスドラム             | ● |    |     | ●  | ● | ●  |
| シンバル               | ● | ●  |     | ●  | ● | ●  |
| トライアングル         | ● | ●  |     | ●  | ● | ●  |
| タンブリン             |   |    |     | ●  |   | ●  |
| タムタム               |   | ●  |     |    |   |    |
| グロッケンシュピール   |   | ●  |     |    |   | ●  |
| シロフォン             |   |    |     |    |   | ●  |
| チューブラーベル       |   | ●  |     |    |   | ●  |
| ピアノ                 | ● | ●  |     |    |   | ●  |
| チェレスタ             |   | ●  |     |    |   |    |
| ツィンバロム*          |   |    | ●   |    | ● |    |
| 弦5部                  | ● |    | ●   |    | ● | ●  |

- ピッコロはフルート奏者が持ち替える。
- E♭管のソプラニーノクラリネットは1番クラリネット奏者が持ち替える。
- アルトサクソフォーンは2番クラリネット奏者が持ち替えるが、専門の奏者を用意することもある。
- ツィンバロムがない場合はハープシコードで代用、それもない場合はピアノで代用する（スコアの注意書き）。

### 構成
1.　「前奏曲、おとぎ話は始まる」（ Előjáték, Kezdődik a történet ）
Con moto 3/4拍子　
オペラ【第一の冒険】冒頭で使われている曲。音楽は壮大な「くしゃみ」の表現から始まる。この導入については、コダーイ自身が「ハンガリーの迷信では、ある言葉の後に、それを聞いた人がくしゃみをした場合、その言葉が真実であることを確認したと見なされる」と説明している。
この後テンポを落とし、Tranquillo, molto moderato の主部となる。音楽は次第にテンポを速めつつ盛り上がり appassionato のクライマックスに到達する。
2.　「ウィーンの音楽時計」（ A bécsi harangjáték ）
Allegretto 4/4拍子　変ホ長調
【第二の冒険】で暴れ馬を乗りこなしたヤーノシュとオーストリア皇后が会話するシーンで使われる曲。「音楽時計」と訳されているが、宮殿の鐘楼の時計に備え付けられたオルゴールのような、ぜんまい仕掛けの機械のことである。
全体はA-B-A-C-A-D-Aというロンド形式で構成されており、バスーン、トロンボーン、テューバを除く管楽器と打楽器、鍵盤楽器で演奏される。
3.　「歌」（ Dal ）
Andante, poco rubato  4/4拍子
【第一の冒険】の終盤、ウィーンに向かうヤーノシュとエルジェが互いの愛を確かめ合う二重唱を編曲。無伴奏のヴィオラソロがハンガリー民謡『ティサ川の向こう、ドナウ川の向こう』を奏でる。この節がオーボエ、ホルンへと受け継がれ、これらにツィンバロムが装飾的に絡み合う。
4.　「戦争とナポレオンの敗北」（ A csata és Napóleon veresége ）
All Marcia  2/4拍子
poco meno mosso  4/4拍子　
Tempo di Marchia funebre  4/4拍子　ニ短調
【第三の冒険】に使われている『フランス軍の行進』『ナポレオンの行進』『葬送行進曲』3つの曲をつなげた曲。3本のピッコロ、アルトサクソフォーン、トランペット、トロンボーン、テューバ、打楽器だけで演奏される。 戦闘の様子が描かれる曲だが、元々『剣を振ったら風でフランス軍がなぎ倒され、ナポレオンが腰砕けで慈悲を乞う』という筋書きに添って、金管のグリッサンドや木管のトリル、唐突なffff のシンバルの一撃など、冗談音楽的な要素が強い。第2の部分でトロンボーンとチューバによって奏される主題は、「ラ・マルセイエーズ」のパロディである。第3の部分（「葬送行進曲のテンポで」）ではトロンボーンのグリッサンドに伴奏され、アルトサクソフォーンが装飾音やトリルを伴う、うらぶれた旋律を奏でる。
5　「間奏曲」（ Intermezzo ）
Andante Maestoso, ma con fuoco  4/4拍子　ニ短調－ニ長調
【第一の冒険】と【第二の冒険】の間の場面転換時に流れる曲。この曲ではハンガリー民謡のヴェルブンコシュ(募兵の踊り)が用いられ、ツィンバロムが使用される。ヴェルブンコシュの伝統にしたがった三部形式で、中間部ではホルンや各種木管楽器のソロが活躍する。
後年コダーイの研究家達によって、もともとは他の作家の舞台作品用にコダーイが書いたものを、舞台転換の都合上急遽このオペラに転用した曲であったことが明らかになっている。
6　「皇帝と廷臣たちの入場」（ A császári udvar bevonulása ）
Alla Marcia  2/4拍子　変ホ長調
【第四の冒険】で、ウィーンの宮廷での正餐会にて、皇帝や逓信たちが入場する場面の音楽。組曲中、最も多彩なオーケストレーションがなされており、絢爛豪華なオーストリア帝国宮廷の様子が描き出される。トランペット、コルネット、トロンボーン各3によるmaricatissimo のファンファーレの後、テンポを速め、最後はバスドラムのfff の一発で曲をしめる。ただし、劇音楽のフィナーレは「間奏曲」の素材に基づいたもので、この曲は劇の途中に出てくる1曲に過ぎない。

## その他
かつて日本テレビの天気予報のテーマ音楽として、第2楽章「ウィーンの音楽時計」の主題が用いられていた。